# Delias schoenbergi
Delias schoenbergi is een vlindersoort uit de familie van de Pieridae (witjes), onderfamilie Pierinae.
Delias schoenbergi werd in 1895 beschreven door Rothschild.